# Urolophus sufflavus
Urolophus sufflavus е вид хрущялна риба от семейство Urolophidae. Видът е световно застрашен, със статут Уязвим.

## Разпространение
Разпространен е в Австралия (Куинсланд и Нов Южен Уелс).